# 캐나다 사커 리그
캐나다 사커 리그(Canadian Soccer League, CSL)는 캐나다의 축구팀들이 참가하는 리그로 현재 6팀이 참가하고 있다.

## 참가팀
- 해밀턴 시티
- 스카버러 SC
- 서비언 화이트 이글스
- 스패니시 퓨처 스타스
- 유나이티 FC
- 토론토 팰컨스

## 같이 보기
- 캐나다 프리미어리그
- 북미 사커 리그
- 유나이티드 사커 리그